# 이윤의
이윤의(1987년 7월 25일 ~ )는 대한민국의 축구 선수이며 포지션은 수비수다.

## 축구인 경력

### 강원 FC
2010 K리그 드래프트를 통해 강원 FC에 입단하였다.

### 상주 상무
2011 시즌부터 상무에 입대했고 수비수임에도 불구하고 골키퍼로 풀 타임을 소화한 경험이 있다. 2012년 제대하였다.

### 부천 FC 1995
제대 후 강원 FC에 갔으나 방출되었고 그 후 K리그 챌린지의 부천 FC 1995에 입단했다. 그리고 개막전인 수원 FC와의 경기에서 환상적인 프리킥 골로 팀의 3대2 승리에 기여하였다. 주로 수비수로 출장했으며, 팀의 주전급으로 활약하였다. 그러나 2014 K리그 드래프트의 여파로 2013 시즌 후 방출되었다.